# 犬飼博士
犬飼 博士（いぬかい ひろし、男性、1970年12月21日 - ）は、
愛知県一宮市出身のeスポーツプロデューサー、ゲームクリエイター。ニックネームはPOLYGON。日本eスポーツ協会設立準備委員会メンバー。eスポーツ用プラットフォームeスポーツグラウンドを開発。神奈川工科大学、法政大学等にてeスポーツ、ゲームデザイン講師。一般社団法人 運動会協会にて理事を務める。
2014年からはスポーツ共創イベント「未来の運動会」を推進。スポーツをつくる人を育成し、ゲームを開発しつつプレイする人を「デベロップレイヤー」と称する。

## 犬飼博士の提唱するeスポーツ
犬飼博士の提唱する「スポーツとビデオゲームの融合」という、犬飼の新しいeスポーツ理論は従来のFPS等のネット対戦ゲームの枠を超えたものであり、ゲーム業界のみならずスポーツ業界からも注目されている。

## 主な活動・受賞歴など
2007年（平成19年）
・Mr. SPLASH! 2007年度文化庁メディア芸術祭 エンターテイメント部門審査員会推薦作品
2011年（平成23年）
・eスポーツグラウンド 2010年度文化庁メディア芸術祭 エンターテイメント部門審査員会推薦作品
2012年（平成24年）
・アナグラのうた　-消えた博士と残された装置-　2011年度文化庁メディア芸術祭 エンターテイメント部門優秀賞
2013年（平成25年）
・スポーツタイムマシン　YCAM公募企画「LIFE by MEDIA」国際コンペティション受賞、2013年度文化庁メディア芸術祭 エンターテイメント部門優秀賞、[Ars Electronica] 2014 Honorary Mentions受賞 
2022年（令和4年）
・未来の東京の運動会　シビック・クリエイティブ・ベース東京［CCBT］アーティスト・フェロー
2025年（令和7年）
・日本eスポーツ連合日本eスポーツアワード2024 eスポーツ功労賞受賞

## 関連作品

### eスポーツ
- eスポーツグラウンド

### ビデオゲーム
- TOY FIGHTER
- WWF RAW
- Ultimate Fighting Championship
- Pride Fighting Championship
- Mr. SPLASH!

### 展示
- アナグラのうた　-消えた博士と残された装置-　日本科学未来館常設展示
- 未来逆算思考[7]　日本科学未来館常設展示

### イベント
- World Cyber Games日本予選
- Cyberathlete Professional League 日本予選
- Electronic Sports World Cup日本予選
- eスポーツスタジアム
- メタルギア オンライン ワールド　チャンピオンシップ　実況

### 展覧会
- 鹿児島県霧島アートの森　つくるスポーツ/するアート展

### DVD
- ゲーム・ジェネレーションX 8ビットの魂

### TV番組
- NONFIX : プロゲーマーをめざす若者たち フジテレビ
- TVゲーム ジェネレーション 8bitの魂MONDO21

## 著書
- ゲームクリエイターが知るべき97のこと 2
- ゲーム学の新時代 遊戯の原理 AIの野生 拡張するリアリティ
- スポーツ/アート